# Galeras, Sucre
Galeras là một khu tự quản thuộc tỉnh Sucre, Colombia. Thủ phủ của khu tự quản Galeras đóng tại Nueva Granada Khu tự quản Galeras có diện tích 306 ki lô mét vuông. Đến thời điểm ngày 28 tháng 5 năm 2005, khu tự quản Galeras có dân số 12750 người.